# Caconda
Caconda – miasto w Angoli, w prowincji Huíla.